# Olympische Sommerspiele 2020/Handball – Frauen
Das olympische Handballturnier der Frauen war einer der beiden Handballwettbewerbe der Spiele der XXXII. Olympiade im Jahr 2021 in Tokio. Die Austragung war vom 25. Juli bis 8. August 2020 geplant. Wegen der COVID-19-Pandemie wurden die Wettbewerbe um ein Jahr verschoben; sie wurden vom 25. Juli bis zum 8. August 2021 ausgetragen. Austragungsort war die Kokuritsu Yoyogi Kyōgijō. Olympiasieger wurde die französische Mannschaft.

## Qualifikation
Qualifiziert für das olympische Turnier war die niederländische Mannschaft als Weltmeister 2019. Des Weiteren qualifizierten sich die vier Sieger der kontinentalen Meisterschaften, die zwischen 2019 und 2020 ausgetragen wurden (Asien und Ozeanien bilden zusammen einen Kontinentalverband). Japan war als Gastgeber qualifiziert.
Letzte Qualifikationsmöglichkeit waren im Jahr 2021 drei Turniere, bei denen sich jeweils zwei Mannschaften qualifizierten, mit jeweils vier Mannschaften; die Plätze wurden nach dem Abschneiden bei Welt- und Kontinentalmeisterschaften vergeben. Es nahmen jeweils die sechs besten Mannschaften der Weltmeisterschaft teil, die noch nicht für das olympische Turnier qualifiziert waren. Hinzu kamen je zwei Mannschaften aus Europa und Asien sowie eine Mannschaft aus Amerika und Afrika.
| Qualifikationswettbewerb            | Datum                            | Ort            | Qualifizierte Teams | Olympiateilnahmen | Olympische Spiele |
| ----------------------------------- | -------------------------------- | -------------- | ------------------- | ----------------- | --- |
| Gastgeber                           | 7. September 2013                | , Buenos Aires | Japan               | 1                 | 1976 (5. Platz) |
| Europameisterschaft 2018            | 29. November – 16. Dezember 2018 | Frankreich     | Frankreich          | 5                 | 2000 (6. Platz), 2004 (4. Platz), 2008 (5. Platz), 2012 (5. Platz), 2016 (2. Platz)                                                              |
| Panamerikanische Spiele 2019        | 24. – 30. Juli 2019              | Peru           | Brasilien           | 1                 | 2004 (7. Platz) |
| Asiatisches Qualifikationsturnier   | 21.–29. September 2019           | China          | Südkorea            | 9                 | 1984 (2. Platz), 1988 (1. Platz), 1992 (1. Platz), 1996 (2. Platz), 2000 (4. Platz), 2004 (2. Platz), 2008 (3. Platz), 2012 (4. Platz), 2016 (?) |
| Afrikanisches Qualifikationsturnier | 26.–29. September 2019           | Republik Kongo | Angola              | 6                 | 1996 (7. Platz), 2000 (9. Platz), 2004 (9. Platz), 2008 (12. Platz), 2012 (10. Platz), 2016 (?)                                                  |
| Weltmeisterschaft 2019              | 29. November – 15. Dezember 2019 | Japan          | Niederlande         | 1                 | 2016 (4. Platz) |
| Olympia-Qualifikationsturnier 1     | 19.–21. März 2021                | Spanien        | Schweden            | 3                 | 2008 (8. Platz), 2012 (11. Platz), 2016 (7. Platz)                                                                                               |
| Olympia-Qualifikationsturnier 1     | 19.–21. März 2021                | Spanien        | Spanien             | 4                 | 1992 (7. Platz), 2004 (6. Platz), 2012 (3. Platz), 2016 (6. Platz)                                                                               |
| Olympia-Qualifikationsturnier 2     | 19.–21. März 2021                | Ungarn         | Ungarn              | 6                 | 1976 (3. Platz), 1980 (4. Platz), 1996 (3. Platz), 2000 (2. Platz), 2004 (5. Platz), 2008 (4. Platz)                                             |
| Olympia-Qualifikationsturnier 2     | 19.–21. März 2021                | Ungarn         | ROC                 | 0                 | – |
| Olympia-Qualifikationsturnier 3     | 19.–21. März 2021                | Montenegro     | Montenegro          | 2                 | 2012 (2. Platz), 2016 (11. Platz) |
| Olympia-Qualifikationsturnier 3     | 19.–21. März 2021                | Montenegro     | Norwegen            | 7                 | 1988 (2. Platz), 1992 (2. Platz), 1996 (4. Platz), 2000 (3. Platz), 2008 (1. Platz), 2012 (1. Platz), 2016 (3. Platz)                            |

## Spielplan

### Vorrunde

#### Gruppe A
Alle Zeiten sind in Ortszeit (UTC+3) angegeben.

##### Tabelle
| Pl. | Land        | Sp. | S | U | N | Tore      | Diff. | Punkte |
| --- | ----------- | --- | - | - | - | --------- | ----- | ------ |
| 1.  | Norwegen    | 5   | 5 | 0 | 0 | 0170:1230 | +47   | 10     |
| 2.  | Niederlande | 5   | 4 | 0 | 1 | 0169:1430 | +26   | 8      |
| 3.  | Montenegro  | 5   | 2 | 0 | 3 | 0139:1420 | −3    | 4      |
| 4.  | Südkorea    | 5   | 1 | 1 | 3 | 0147:1650 | −18   | 3      |
| 5.  | Angola      | 5   | 1 | 1 | 3 | 0130:1560 | −26   | 3      |
| 6.  | Japan       | 5   | 1 | 0 | 4 | 0124:1500 | −26   | 2      |

| Legende | Legende                            |
| ------- | ---------------------------------- |
| _       | qualifiziert für das Viertelfinale |

##### Spiele
| 25. Juli 2021 9:00 Uhr | Niederlande                 | 32:21        | Japan                     | Kokuritsu Yoyogi Kyōgijō, Tokio Schiedsrichter: Mariana García, María Inés Paolantoni |
| 25. Juli 2021 9:00 Uhr | meiste Tore: Lois Abbingh 7 | (18:10)      | meiste Tore: Shio Fujii 5 | Kokuritsu Yoyogi Kyōgijō, Tokio Schiedsrichter: Mariana García, María Inés Paolantoni |
| 25. Juli 2021 9:00 Uhr | Strafen: 1×                 | Spielbericht | Strafen: 1× 3×            | Kokuritsu Yoyogi Kyōgijō, Tokio Schiedsrichter: Mariana García, María Inés Paolantoni |

| 25. Juli 2021 14:15 Uhr | Montenegro                        | 33:22        | Angola                         | Kokuritsu Yoyogi Kyōgijō, Tokio Schiedsrichter: Wiktorija Alpaidse, Tatjana Bereskina |
| 25. Juli 2021 14:15 Uhr | meiste Tore: Jovanka Radičević 12 | (13:12)      | meiste Tore: Natália Fonseca 6 | Kokuritsu Yoyogi Kyōgijō, Tokio Schiedsrichter: Wiktorija Alpaidse, Tatjana Bereskina |
| 25. Juli 2021 14:15 Uhr | Strafen: 2× 3×                    | Spielbericht | Strafen: 5×                    | Kokuritsu Yoyogi Kyōgijō, Tokio Schiedsrichter: Wiktorija Alpaidse, Tatjana Bereskina |

| 25. Juli 2021 16:15 Uhr | Norwegen                      | 39:27        | Südkorea                  | Kokuritsu Yoyogi Kyōgijō, Tokio Schiedsrichter: Charlotte Bonaventura, Julie Bonaventura |
| 25. Juli 2021 16:15 Uhr | meiste Tore: Kari Brattset 11 | (18:10)      | meiste Tore: Sim Hae-in 5 | Kokuritsu Yoyogi Kyōgijō, Tokio Schiedsrichter: Charlotte Bonaventura, Julie Bonaventura |
| 25. Juli 2021 16:15 Uhr | Strafen: 5×                   | Spielbericht | Strafen: 1× 2×            | Kokuritsu Yoyogi Kyōgijō, Tokio Schiedsrichter: Charlotte Bonaventura, Julie Bonaventura |

| 27. Juli 2021 9:00 Uhr | Japan                                        | 29:26        | Montenegro                     | Kokuritsu Yoyogi Kyōgijō, Tokio Schiedsrichter: Wiktorija Alpaidse, Tatjana Bereskina |
| 27. Juli 2021 9:00 Uhr | meiste Tore: Ayaka Ikehara, Nozomi Hara je 6 | (14:13)      | meiste Tore: Tatjana Brnović 6 | Kokuritsu Yoyogi Kyōgijō, Tokio Schiedsrichter: Wiktorija Alpaidse, Tatjana Bereskina |
| 27. Juli 2021 9:00 Uhr | Strafen: 1× 8× 1×                            | Spielbericht | Strafen: 2× 3×                 | Kokuritsu Yoyogi Kyōgijō, Tokio Schiedsrichter: Wiktorija Alpaidse, Tatjana Bereskina |

| 27. Juli 2021 16:15 Uhr | Südkorea                    | 36:43        | Niederlande                 | Kokuritsu Yoyogi Kyōgijō, Tokio Schiedsrichter: Bojan Lah, David Sok |
| 27. Juli 2021 16:15 Uhr | meiste Tore: Ryu Eun-hee 10 | (15:19)      | meiste Tore: Lois Abbingh 6 | Kokuritsu Yoyogi Kyōgijō, Tokio Schiedsrichter: Bojan Lah, David Sok |
| 27. Juli 2021 16:15 Uhr | Strafen: 1× 2×              | Spielbericht | Strafen: 2× 7×              | Kokuritsu Yoyogi Kyōgijō, Tokio Schiedsrichter: Bojan Lah, David Sok |

| 27. Juli 2021 19:30 Uhr | Angola                                             | 21:30        | Norwegen                     | Kokuritsu Yoyogi Kyōgijō, Tokio Schiedsrichter: Mariana García, María Inés Paolantoni |
| 27. Juli 2021 19:30 Uhr | meiste Tore: Albertina Kassoma, Isabel Guialo je 6 | (10:15)      | meiste Tore: Sanna Solberg 7 | Kokuritsu Yoyogi Kyōgijō, Tokio Schiedsrichter: Mariana García, María Inés Paolantoni |
| 27. Juli 2021 19:30 Uhr | Strafen: 4×                                        | Spielbericht | Strafen: 2× 3×               | Kokuritsu Yoyogi Kyōgijō, Tokio Schiedsrichter: Mariana García, María Inés Paolantoni |

| 29. Juli 2021 9:00 Uhr | Niederlande                    | 37:28        | Angola                       | Kokuritsu Yoyogi Kyōgijō, Tokio Schiedsrichter: Yasmina Elsaied, Heidy Elsaied |
| 29. Juli 2021 9:00 Uhr | meiste Tore: Bo van Wetering 7 | (17:15)      | meiste Tore: Isabel Guialo 8 | Kokuritsu Yoyogi Kyōgijō, Tokio Schiedsrichter: Yasmina Elsaied, Heidy Elsaied |
| 29. Juli 2021 9:00 Uhr | Strafen: 1×                    | Spielbericht | Strafen: 5×                  | Kokuritsu Yoyogi Kyōgijō, Tokio Schiedsrichter: Yasmina Elsaied, Heidy Elsaied |

| 29. Juli 2021 14:15 Uhr | Japan                       | 24:27        | Südkorea                   | Kokuritsu Yoyogi Kyōgijō, Tokio Schiedsrichter: Mirza Kurtagic, Mattias Wetterwik |
| 29. Juli 2021 14:15 Uhr | meiste Tore: Maharu Kondo 7 | (11:12)      | meiste Tore: Ryu Eun-hee 9 | Kokuritsu Yoyogi Kyōgijō, Tokio Schiedsrichter: Mirza Kurtagic, Mattias Wetterwik |
| 29. Juli 2021 14:15 Uhr | Strafen: 1× 3×              | Spielbericht | Strafen: 3×                | Kokuritsu Yoyogi Kyōgijō, Tokio Schiedsrichter: Mirza Kurtagic, Mattias Wetterwik |

| 29. Juli 2021 16:15 Uhr | Montenegro                       | 23:35        | Norwegen                                   | Kokuritsu Yoyogi Kyōgijō, Tokio Schiedsrichter: Charlotte Bonaventura, Julie Bonaventura |
| 29. Juli 2021 16:15 Uhr | meiste Tore: Jovanka Radičević 6 | (13:13)      | meiste Tore: Henny Reistad, Nora Mørk je 7 | Kokuritsu Yoyogi Kyōgijō, Tokio Schiedsrichter: Charlotte Bonaventura, Julie Bonaventura |
| 29. Juli 2021 16:15 Uhr | Strafen: 2× 3×                   | Spielbericht | Strafen: 3×                                | Kokuritsu Yoyogi Kyōgijō, Tokio Schiedsrichter: Charlotte Bonaventura, Julie Bonaventura |

| 31. Juli 2021 9:00 Uhr | Angola                                                               | 28:25        | Japan                      | Kokuritsu Yoyogi Kyōgijō, Tokio Schiedsrichter: Mariana García, María Inés Paolantoni |
| 31. Juli 2021 9:00 Uhr | meiste Tore: Albertina Kassoma, Natália Bernardo, Isabel Guialo je 5 | (15:13)      | meiste Tore: Nozomi Hara 6 | Kokuritsu Yoyogi Kyōgijō, Tokio Schiedsrichter: Mariana García, María Inés Paolantoni |
| 31. Juli 2021 9:00 Uhr | Strafen: 1× 2×                                                       | Spielbericht | Strafen: 1×                | Kokuritsu Yoyogi Kyōgijō, Tokio Schiedsrichter: Mariana García, María Inés Paolantoni |

| 31. Juli 2021 11:00 Uhr | Montenegro                       | 28:26        | Südkorea                     | Kokuritsu Yoyogi Kyōgijō, Tokio Schiedsrichter: Yasmina Elsaied, Heidy Elsaied |
| 31. Juli 2021 11:00 Uhr | meiste Tore: Jovanka Radičević 6 | (13:11)      | meiste Tore: Lee Mi-kyung 10 | Kokuritsu Yoyogi Kyōgijō, Tokio Schiedsrichter: Yasmina Elsaied, Heidy Elsaied |
| 31. Juli 2021 11:00 Uhr | Strafen: 2× 4×                   | Spielbericht | Strafen: 3×                  | Kokuritsu Yoyogi Kyōgijō, Tokio Schiedsrichter: Yasmina Elsaied, Heidy Elsaied |

| 31. Juli 2021 21:30 Uhr | Norwegen                 | 29:27        | Niederlande                | Kokuritsu Yoyogi Kyōgijō, Tokio Schiedsrichter: Wiktorija Alpaidse, Tatjana Bereskina |
| 31. Juli 2021 21:30 Uhr | meiste Tore: Nora Mørk 9 | (16:13)      | meiste Tore: Inger Smits 7 | Kokuritsu Yoyogi Kyōgijō, Tokio Schiedsrichter: Wiktorija Alpaidse, Tatjana Bereskina |
| 31. Juli 2021 21:30 Uhr | Strafen: 2×              | Spielbericht | Strafen: 3×                | Kokuritsu Yoyogi Kyōgijō, Tokio Schiedsrichter: Wiktorija Alpaidse, Tatjana Bereskina |

| 2. August 2021 9:00 Uhr | Südkorea                                    | 31:31        | Angola                       | Kokuritsu Yoyogi Kyōgijō, Tokio Schiedsrichter: Charlotte Bonaventura, Julie Bonaventura |
| 2. August 2021 9:00 Uhr | meiste Tore: Kang Eun-hye, Jeong Yu-ra je 7 | (16:17)      | meiste Tore: Isabel Guialo 8 | Kokuritsu Yoyogi Kyōgijō, Tokio Schiedsrichter: Charlotte Bonaventura, Julie Bonaventura |
| 2. August 2021 9:00 Uhr |                                             | Spielbericht | Strafen: 7×                  | Kokuritsu Yoyogi Kyōgijō, Tokio Schiedsrichter: Charlotte Bonaventura, Julie Bonaventura |

| 2. August 2021 19:30 Uhr | Niederlande                          | 30:29        | Montenegro                       | Kokuritsu Yoyogi Kyōgijō, Tokio Schiedsrichter: Ricardo Fonseca, Duarte Santos |
| 2. August 2021 19:30 Uhr | meiste Tore: Laura van der Heijden 5 | (17:12)      | meiste Tore: Jovanka Radičević 8 | Kokuritsu Yoyogi Kyōgijō, Tokio Schiedsrichter: Ricardo Fonseca, Duarte Santos |
| 2. August 2021 19:30 Uhr | Strafen: 1× 5×                       | Spielbericht | Strafen: 2× 3×                   | Kokuritsu Yoyogi Kyōgijō, Tokio Schiedsrichter: Ricardo Fonseca, Duarte Santos |

| 2. August 2021 21:30 Uhr | Norwegen                           | 37:25        | Japan                                       | Kokuritsu Yoyogi Kyōgijō, Tokio Schiedsrichter: Yasmina Elsaied, Heidy Elsaied |
| 2. August 2021 21:30 Uhr | meiste Tore: Marit Malm Frafjord 6 | (16:11)      | meiste Tore: Mana Ōyama, Aya Yokoshima je 5 | Kokuritsu Yoyogi Kyōgijō, Tokio Schiedsrichter: Yasmina Elsaied, Heidy Elsaied |
| 2. August 2021 21:30 Uhr | Strafen: 3×                        | Spielbericht | Strafen: 2× 1×                              | Kokuritsu Yoyogi Kyōgijō, Tokio Schiedsrichter: Yasmina Elsaied, Heidy Elsaied |

#### Gruppe B
Alle Zeiten sind in Ortszeit (UTC+3) angegeben.

##### Tabelle
| Pl. | Land       | Sp. | S | U | N | Tore      | Diff. | Punkte |
| --- | ---------- | --- | - | - | - | --------- | ----- | ------ |
| 1.  | Schweden   | 5   | 3 | 1 | 1 | 0152:1330 | +19   | 7      |
| 2.  | ROC        | 5   | 3 | 1 | 1 | 0148:1490 | −1    | 7      |
| 3.  | Frankreich | 5   | 2 | 1 | 2 | 0139:1350 | +4    | 5      |
| 4.  | Ungarn     | 5   | 2 | 0 | 3 | 0142:1490 | −7    | 4      |
| 5.  | Spanien    | 5   | 2 | 0 | 3 | 0135:1420 | −7    | 4      |
| 6.  | Brasilien  | 5   | 1 | 1 | 3 | 0133:1410 | −8    | 3      |

Bei Punktgleichheit entschied der direkte Vergleich.
| Legende | Legende                            |
| ------- | ---------------------------------- |
| _       | qualifiziert für das Viertelfinale |

##### Spiele
| 25. Juli 2021 11:00 Uhr | ROC                              | 24:24        | Brasilien                     | Kokuritsu Yoyogi Kyōgijō, Tokio Schiedsrichter: Ricardo Fonseca, Duarte Santos |
| 25. Juli 2021 11:00 Uhr | meiste Tore: Jekaterina Iljina 6 | (14:12)      | meiste Tore: Bruna de Paula 7 | Kokuritsu Yoyogi Kyōgijō, Tokio Schiedsrichter: Ricardo Fonseca, Duarte Santos |
| 25. Juli 2021 11:00 Uhr | Strafen: 2× 3×                   | Spielbericht | Strafen: 1× 4×                | Kokuritsu Yoyogi Kyōgijō, Tokio Schiedsrichter: Ricardo Fonseca, Duarte Santos |

| 25. Juli 2021 19:30 Uhr | Spanien                   | 24:31        | Schweden                    | Kokuritsu Yoyogi Kyōgijō, Tokio Schiedsrichter: Koo Bon-ok, Lee Se-ok |
| 25. Juli 2021 19:30 Uhr | meiste Tore: Nerea Pena 7 | (9:13)       | meiste Tore: Elin Hansson 6 | Kokuritsu Yoyogi Kyōgijō, Tokio Schiedsrichter: Koo Bon-ok, Lee Se-ok |
| 25. Juli 2021 19:30 Uhr | Strafen: 1× 3×            | Spielbericht | Strafen: 2×                 | Kokuritsu Yoyogi Kyōgijō, Tokio Schiedsrichter: Koo Bon-ok, Lee Se-ok |

| 25. Juli 2021 21:30 Uhr | Ungarn                     | 29:30        | Frankreich                  | Kokuritsu Yoyogi Kyōgijō, Tokio Schiedsrichter: Mads Hansen, Jesper Madsen |
| 25. Juli 2021 21:30 Uhr | meiste Tore: Petra Vámos 7 | (12:15)      | meiste Tore: Grâce Zaadi 10 | Kokuritsu Yoyogi Kyōgijō, Tokio Schiedsrichter: Mads Hansen, Jesper Madsen |
| 25. Juli 2021 21:30 Uhr | Strafen: 3×                | Spielbericht | Strafen: 1× 4×              | Kokuritsu Yoyogi Kyōgijō, Tokio Schiedsrichter: Mads Hansen, Jesper Madsen |

| 27. Juli 2021 11:00 Uhr | Brasilien                                                 | 33:27        | Ungarn                        | Kokuritsu Yoyogi Kyōgijō, Tokio Schiedsrichter: Koo Bon-ok, Lee Se-ok |
| 27. Juli 2021 11:00 Uhr | meiste Tore: Ana Paula Rodrigues Belo, Samara Vieira je 7 | (17:11)      | meiste Tore: Nadine Schatzl 7 | Kokuritsu Yoyogi Kyōgijō, Tokio Schiedsrichter: Koo Bon-ok, Lee Se-ok |
| 27. Juli 2021 11:00 Uhr | Strafen: 1× 4×                                            | Spielbericht | Strafen: 3×                   | Kokuritsu Yoyogi Kyōgijō, Tokio Schiedsrichter: Koo Bon-ok, Lee Se-ok |

| 27. Juli 2021 14:15 Uhr | Schweden                       | 36:24        | ROC                              | Kokuritsu Yoyogi Kyōgijō, Tokio Schiedsrichter: Yasmina Elsaied, Heidy Elsaied |
| 27. Juli 2021 14:15 Uhr | meiste Tore: Carin Strömberg 8 | (15:9)       | meiste Tore: Polina Wedjochina 5 | Kokuritsu Yoyogi Kyōgijō, Tokio Schiedsrichter: Yasmina Elsaied, Heidy Elsaied |
| 27. Juli 2021 14:15 Uhr | Strafen: 1×                    | Spielbericht | Strafen: 1× 4×                   | Kokuritsu Yoyogi Kyōgijō, Tokio Schiedsrichter: Yasmina Elsaied, Heidy Elsaied |

| 27. Juli 2021 21:30 Uhr | Frankreich                                         | 25:28        | Spanien                      | Kokuritsu Yoyogi Kyōgijō, Tokio Schiedsrichter: Arthur Brunner, Morad Salah |
| 27. Juli 2021 21:30 Uhr | meiste Tore: Pauline Coatanea, Allison Pineau je 5 | (12:12)      | meiste Tore: Carmen Martín 6 | Kokuritsu Yoyogi Kyōgijō, Tokio Schiedsrichter: Arthur Brunner, Morad Salah |
| 27. Juli 2021 21:30 Uhr | Strafen: 2× 3×                                     | Spielbericht | Strafen: 2× 5×               | Kokuritsu Yoyogi Kyōgijō, Tokio Schiedsrichter: Arthur Brunner, Morad Salah |

| 29. Juli 2021 11:00 Uhr | Spanien                   | 27:23        | Brasilien                     | Kokuritsu Yoyogi Kyōgijō, Tokio Schiedsrichter: Mads Hansen, Jesper Madsen |
| 29. Juli 2021 11:00 Uhr | meiste Tore: Nerea Pena 7 | (13:13)      | meiste Tore: Bruna de Paula 8 | Kokuritsu Yoyogi Kyōgijō, Tokio Schiedsrichter: Mads Hansen, Jesper Madsen |
| 29. Juli 2021 11:00 Uhr | Strafen: 1×               | Spielbericht | Strafen: 1× 3×                | Kokuritsu Yoyogi Kyōgijō, Tokio Schiedsrichter: Mads Hansen, Jesper Madsen |

| 29. Juli 2021 19:30 Uhr | Ungarn                        | 31:38        | ROC                             | Kokuritsu Yoyogi Kyōgijō, Tokio Schiedsrichter: Arthur Brunner, Morad Salah |
| 29. Juli 2021 19:30 Uhr | meiste Tore: Katrin Klujber 9 | (17:22)      | meiste Tore: Darja Dmitrijewa 7 | Kokuritsu Yoyogi Kyōgijō, Tokio Schiedsrichter: Arthur Brunner, Morad Salah |
| 29. Juli 2021 19:30 Uhr | Strafen: 1× 5×                | Spielbericht | Strafen: 1× 5×                  | Kokuritsu Yoyogi Kyōgijō, Tokio Schiedsrichter: Arthur Brunner, Morad Salah |

| 29. Juli 2021 21:30 Uhr | Schweden                       | 28:28        | Frankreich                    | Kokuritsu Yoyogi Kyōgijō, Tokio Schiedsrichter: Ricardo Fonseca, Duarte Santos |
| 29. Juli 2021 21:30 Uhr | meiste Tore: Carin Strömberg 7 | (16:17)      | meiste Tore: Pauletta Foppa 6 | Kokuritsu Yoyogi Kyōgijō, Tokio Schiedsrichter: Ricardo Fonseca, Duarte Santos |
| 29. Juli 2021 21:30 Uhr | Strafen: 1× 3×                 | Spielbericht | Strafen: 1× 4×                | Kokuritsu Yoyogi Kyōgijō, Tokio Schiedsrichter: Ricardo Fonseca, Duarte Santos |

| 31. Juli 2021 14:15 Uhr | ROC                              | 28:27        | Frankreich                    | Kokuritsu Yoyogi Kyōgijō, Tokio Schiedsrichter: Mads Hansen, Jesper Madsen |
| 31. Juli 2021 14:15 Uhr | meiste Tore: Jekaterina Iljina 9 | (15:17)      | meiste Tore: Allison Pineau 9 | Kokuritsu Yoyogi Kyōgijō, Tokio Schiedsrichter: Mads Hansen, Jesper Madsen |
| 31. Juli 2021 14:15 Uhr | Strafen: 2× 1×                   | Spielbericht | Strafen: 1× 2×                | Kokuritsu Yoyogi Kyōgijō, Tokio Schiedsrichter: Mads Hansen, Jesper Madsen |

| 31. Juli 2021 16:15 Uhr | Brasilien                              | 31:34        | Schweden                                       | Kokuritsu Yoyogi Kyōgijō, Tokio Schiedsrichter: Koo Bon-ok, Lee Se-ok |
| 31. Juli 2021 16:15 Uhr | meiste Tore: Alexandra do Nascimento 7 | (13:15)      | meiste Tore: Elin Hansson, Jamina Roberts je 6 | Kokuritsu Yoyogi Kyōgijō, Tokio Schiedsrichter: Koo Bon-ok, Lee Se-ok |
| 31. Juli 2021 16:15 Uhr | Strafen: 1× 4×                         | Spielbericht | Strafen: 5×                                    | Kokuritsu Yoyogi Kyōgijō, Tokio Schiedsrichter: Koo Bon-ok, Lee Se-ok |

| 31. Juli 2021 19:30 Uhr | Ungarn                                        | 29:25        | Spanien                                                     | Kokuritsu Yoyogi Kyōgijō, Tokio Schiedsrichter: Ricardo Fonseca, Duarte Santos |
| 31. Juli 2021 19:30 Uhr | meiste Tore: Katrin Klujber, Petra Vámos je 6 | (14:11)      | meiste Tore: Jennifer Gutiérrez Bermejo, Carmen Martín je 5 | Kokuritsu Yoyogi Kyōgijō, Tokio Schiedsrichter: Ricardo Fonseca, Duarte Santos |
| 31. Juli 2021 19:30 Uhr | Strafen: 1× 5×                                | Spielbericht | Strafen: 2×                                                 | Kokuritsu Yoyogi Kyōgijō, Tokio Schiedsrichter: Ricardo Fonseca, Duarte Santos |

| 2. August 2021 11:00 Uhr | Frankreich                                          | 29:21        | Brasilien                              | Kokuritsu Yoyogi Kyōgijō, Tokio Schiedsrichter: Bojan Lah, David Sok |
| 2. August 2021 11:00 Uhr | meiste Tore: Allison Pineau, Coralie Lassource je 4 | (17:11)      | meiste Tore: Alexandra do Nascimento 6 | Kokuritsu Yoyogi Kyōgijō, Tokio Schiedsrichter: Bojan Lah, David Sok |
| 2. August 2021 11:00 Uhr | Strafen: 2×                                         | Spielbericht | Strafen: 2×                            | Kokuritsu Yoyogi Kyōgijō, Tokio Schiedsrichter: Bojan Lah, David Sok |

| 2. August 2021 14:15 Uhr | Spanien                    | 31:34        | ROC                            | Kokuritsu Yoyogi Kyōgijō, Tokio Schiedsrichter: Mads Hansen, Jesper Madsen |
| 2. August 2021 14:15 Uhr | meiste Tore: Marta López 7 | (17:18)      | meiste Tore: Anna Wjachirewa 7 | Kokuritsu Yoyogi Kyōgijō, Tokio Schiedsrichter: Mads Hansen, Jesper Madsen |
| 2. August 2021 14:15 Uhr | Strafen: 1×                | Spielbericht | Strafen: 2×                    | Kokuritsu Yoyogi Kyōgijō, Tokio Schiedsrichter: Mads Hansen, Jesper Madsen |

| 2. August 2021 16:15 Uhr | Ungarn                                                                                                | 26:23        | Schweden                                         | Kokuritsu Yoyogi Kyōgijō, Tokio Schiedsrichter: Mariana García, María Inés Paolantoni |
| 2. August 2021 16:15 Uhr | meiste Tore: Noémi Háfra, Katrin Klujber, Viktória Lukács, Gréta Márton, Szandra Szöllősi-Zácsik je 4 | (15:15)      | meiste Tore: Jenny Carlson, Nathalie Hagman je 5 | Kokuritsu Yoyogi Kyōgijō, Tokio Schiedsrichter: Mariana García, María Inés Paolantoni |
| 2. August 2021 16:15 Uhr | Strafen: 1×                                                                                           | Spielbericht | Strafen: 5×                                      | Kokuritsu Yoyogi Kyōgijō, Tokio Schiedsrichter: Mariana García, María Inés Paolantoni |

### Finalrunde
|  | Viertelfinale | Viertelfinale | Viertelfinale |  |  | Halbfinale | Halbfinale | Halbfinale |  |  | Finale           | Finale           | Finale           |
|  |               |               |               |  |  |            |            |            |  |  |                  |                  |                  |
|  | A 1           | Norwegen      | 26            |  |  |            |            |            |  |  |                  |                  |                  |
|  | B 4           | Ungarn        | 22            |  |  |            |            |            |  |  |                  |                  |                  |
|  |               |               |               |  |  | VF1        | Norwegen   | 26         |  |  |                  |                  |                  |
|  |               |               |               |  |  | VF3        | ROC        | 27         |  |  |                  |                  |                  |
|  | A 3           | Montenegro    | 26            |  |  |            |            |            |  |  |                  |                  |                  |
|  | B 2           | ROC           | 32            |  |  |            |            |            |  |  |                  |                  |                  |
|  |               |               |               |  |  |            |            |            |  |  | HF1              | ROC              | 25               |
|  |               |               |               |  |  |            |            |            |  |  | HF2              | Frankreich       | 30               |
|  | B 3           | Frankreich    | 32            |  |  |            |            |            |  |  |                  |                  |                  |
|  | A 2           | Niederlande   | 22            |  |  |            |            |            |  |  |                  |                  |                  |
|  |               |               |               |  |  | VF2        | Frankreich | 29         |  |  |                  |                  |                  |
|  |               |               |               |  |  | VF4        | Schweden   | 27         |  |  | Spiel um Platz 3 | Spiel um Platz 3 | Spiel um Platz 3 |
|  | B 1           | Schweden      | 39            |  |  |            |            |            |  |  | HF1              | Norwegen         | 36               |
|  | A 4           | Südkorea      | 30            |  |  |            |            |            |  |  | HF2              | Schweden         | 19               |

#### Viertelfinale
| 4. August 2021 9:30 Uhr | Montenegro                        | 26:32        | ROC                            | Kokuritsu Yoyogi Kyōgijō, Tokio Schiedsrichter: Mirza Kurtagic, Mattias Wetterwik |
| 4. August 2021 9:30 Uhr | meiste Tore: Jovanka Radičević 10 | (15:17)      | meiste Tore: Anna Wjachirewa 8 | Kokuritsu Yoyogi Kyōgijō, Tokio Schiedsrichter: Mirza Kurtagic, Mattias Wetterwik |
| 4. August 2021 9:30 Uhr | Strafen: 2× 1×                    | Spielbericht | Strafen: 7×                    | Kokuritsu Yoyogi Kyōgijō, Tokio Schiedsrichter: Mirza Kurtagic, Mattias Wetterwik |

| 4. August 2021 13:15 Uhr | Norwegen                     | 26:22        | Ungarn                                 | Kokuritsu Yoyogi Kyōgijō, Tokio Schiedsrichter: Charlotte Bonaventura, Julie Bonaventura |
| 4. August 2021 13:15 Uhr | meiste Tore: Kari Brattset 7 | (12:10)      | meiste Tore: Szandra Szöllősi-Zácsik 5 | Kokuritsu Yoyogi Kyōgijō, Tokio Schiedsrichter: Charlotte Bonaventura, Julie Bonaventura |
| 4. August 2021 13:15 Uhr |                              | Spielbericht | Strafen: 2×                            | Kokuritsu Yoyogi Kyōgijō, Tokio Schiedsrichter: Charlotte Bonaventura, Julie Bonaventura |

| 4. August 2021 17:00 Uhr | Schweden                                                      | 39:30        | Südkorea                      | Kokuritsu Yoyogi Kyōgijō, Tokio Schiedsrichter: Wiktorija Alpaidse, Tatjana Bereskina |
| 4. August 2021 17:00 Uhr | meiste Tore: Carin Strömberg, Linn Blohm, Jamina Roberts je 6 | (21:13)      | meiste Tore: Kang Kyung-min 8 | Kokuritsu Yoyogi Kyōgijō, Tokio Schiedsrichter: Wiktorija Alpaidse, Tatjana Bereskina |
| 4. August 2021 17:00 Uhr | Strafen: 1× 3×                                                | Spielbericht | Strafen: 4×                   | Kokuritsu Yoyogi Kyōgijō, Tokio Schiedsrichter: Wiktorija Alpaidse, Tatjana Bereskina |

| 4. August 2021 20:45 Uhr | Frankreich                   | 32:22        | Niederlande                     | Kokuritsu Yoyogi Kyōgijō, Tokio Schiedsrichter: Mads Hansen, Jesper Madsen |
| 4. August 2021 20:45 Uhr | meiste Tore: Laura Flippes 6 | (19:11)      | meiste Tore: Angela Malestein 5 | Kokuritsu Yoyogi Kyōgijō, Tokio Schiedsrichter: Mads Hansen, Jesper Madsen |
| 4. August 2021 20:45 Uhr | Strafen: 1×                  | Spielbericht | Strafen: 4×                     | Kokuritsu Yoyogi Kyōgijō, Tokio Schiedsrichter: Mads Hansen, Jesper Madsen |

#### Halbfinale
| 6. August 2021 17:00 Uhr | Frankreich                 | 29:27        | Schweden                                          | Kokuritsu Yoyogi Kyōgijō, Tokio Schiedsrichter: Bojan Lah, David Sok |
| 6. August 2021 17:00 Uhr | meiste Tore: Grâce Zaadi 7 | (15:14)      | meiste Tore: Jenny Carlson, Johanna Westberg je 6 | Kokuritsu Yoyogi Kyōgijō, Tokio Schiedsrichter: Bojan Lah, David Sok |
| 6. August 2021 17:00 Uhr | Strafen: 1× 6×             | Spielbericht | Strafen: 1× 4× 1×                                 | Kokuritsu Yoyogi Kyōgijō, Tokio Schiedsrichter: Bojan Lah, David Sok |

| 6. August 2021 21:00 Uhr | Norwegen                  | 26:27        | ROC                            | Kokuritsu Yoyogi Kyōgijō, Tokio Schiedsrichter: Charlotte Bonaventura, Julie Bonaventura |
| 6. August 2021 21:00 Uhr | meiste Tore: Nora Mørk 10 | (11:14)      | meiste Tore: Anna Wjachirewa 9 | Kokuritsu Yoyogi Kyōgijō, Tokio Schiedsrichter: Charlotte Bonaventura, Julie Bonaventura |
| 6. August 2021 21:00 Uhr | Strafen: 1× 4×            | Spielbericht | Strafen: 1× 3× 1×              | Kokuritsu Yoyogi Kyōgijō, Tokio Schiedsrichter: Charlotte Bonaventura, Julie Bonaventura |

#### Spiel um Bronze
| 8. August 2021 11:00 Uhr | Norwegen                                   | 36:19        | Schweden                                          | Kokuritsu Yoyogi Kyōgijō, Tokio Schiedsrichter: Wiktorija Alpaidse, Tatjana Bereskina |
| 8. August 2021 11:00 Uhr | meiste Tore: Nora Mørk, Kari Brattset je 8 | (19:7)       | meiste Tore: Jenny Carlson, Johanna Westberg je 4 | Kokuritsu Yoyogi Kyōgijō, Tokio Schiedsrichter: Wiktorija Alpaidse, Tatjana Bereskina |
| 8. August 2021 11:00 Uhr | Strafen: 1× 3×                             | Spielbericht | Strafen: 3×                                       | Kokuritsu Yoyogi Kyōgijō, Tokio Schiedsrichter: Wiktorija Alpaidse, Tatjana Bereskina |

#### Finale
| 8. August 2021 15:00 Uhr | ROC                              | 25:30        | Frankreich                                       | Kokuritsu Yoyogi Kyōgijō, Tokio Schiedsrichter: Bojan Lah, David Sok |
| 8. August 2021 15:00 Uhr | meiste Tore: Polina Wedjochina 7 | (13:15)      | meiste Tore: Allison Pineau, Pauletta Foppa je 7 | Kokuritsu Yoyogi Kyōgijō, Tokio Schiedsrichter: Bojan Lah, David Sok |
| 8. August 2021 15:00 Uhr | Strafen: 1× 5×                   | Spielbericht | Strafen: 1× 5×                                   | Kokuritsu Yoyogi Kyōgijō, Tokio Schiedsrichter: Bojan Lah, David Sok |

## Statistiken

### Platzierungen
| Rang | Team        | Spiele | Tore | Spielerinnen |
| ---- | ----------- | ------ | ---- | --- |
| 1    | Frankreich  | 8      | 230  | Amandine Leynaud (eingesetzt in 8 Spielen / 0 Tore geworfen), Cléopâtre Darleux (8/0), Coralie Lassource (8/10), Chloé Valentini (8/16), Pauline Coatanea (7/20), Blandine Dancette (1/0), Estelle Nze Minko (8/18), Allison Pineau (8/31), Kalidiatou Niakaté (8/8), Alexandra Lacrabère (2/1) – am 28. Juli ersetzt durch Océane Sercien-Ugolin (6/13), Laura Flippes (8/27), Grâce Zaadi (8/33), Méline Nocandy (8/15), Béatrice Edwige (8/4), Pauletta Foppa (8/34)                    |
| 2    | ROC         | 8      | 232  | Wladlena Bobrownikowa (eingesetzt in 7 Spielen / 9 Tore geworfen), Darja Dmitrijewa (8/33), Olga Fomina (8/6), Polina Gorschkowa (8/9), Jekaterina Iljina (8/35), Wiktorija Kalinina (8/1), Polina Kusnezowa (8/19), Ksenija Makejewa (8/16), Julija Managarowa (8/16), Jelena Michailitschenko (1/1), Anna Sedoikina (8/0), Anna Sen (8/8), Antonina Skorobogattschenko (8/8), Polina Wedjochina (8/28), Anna Wjachirewa (8/43)                                                           |
| 3    | Norwegen    | 8      | 258  | Katrine Lunde Haraldsen (eingesetzt in 8 Spielen / 0 Tore geworfen), Silje Solberg (8/1), Marit Røsberg Jacobsen (8/11), Camilla Herrem (8/14), Sanna Solberg (8/21), Henny Reistad (6/24), Veronica Kristiansen (8/32), Stine Skogrand (8/20), Nora Mørk (8/52), Stine Bredal Oftedal (8/23), Kristine Breistøl (8/11), Marta Tomac (8/3), Marit Malm Frafjord (8/12), Kari Brattset (8/33), Vilde Ingeborg Johansen (2/1)                                                                |
| 4    | Schweden    | 8      | 237  | Johanna Bundsen (eingesetzt in 8 Spielen / 0 Tore geworfen), Jessica Ryde (8/0), Elin Hansson (8/28), Linn Blohm (7/24), Anna Lagerquist (8/3), Nathalie Hagman (8/23), Mathilda Lundström (8/18), Johanna Westberg (8/22), Emma Lindqvist (8/15), Jamina Roberts (8/39), Kristin Thorleifsdóttir (8/2), Carin Strömberg (8/34), Melissa Petrén (8/6), Jenny Carlson (8/22), Nina Dano (1/1)                                                                                               |
| 5    | Niederlande | 6      | 191  | Lois Abbingh (eingesetzt in 5 Spielen / 24 Tore geworfen), Debbie Bont (6/11), Rinka Duijndam (6/0), Kelly Dulfer (6/15), Merel Freriks (6/17), Nycke Groot (6/10), Laura van der Heijden (6/14), Dione Housheer (6/17), Angela Malestein (6/19), Martine Smeets (6/9), Inger Smits (6/20), Danick Snelder (6/16), Tess Wester (6/0), Bo van Wetering (6/19), Larissa Nüsser (1/0) |
| 6    | Montenegro  | 6      | 165  | Ljubica Nenezić (eingesetzt in 6 Spielen / 0 Tore geworfen), Anastasija Babović (2/0), Marina Rajčić (6/1), Majda Mehmedović (6/17), Jovanka Radičević (6/46), Ivona Pavićević (4/0), Dijana Mugoša (6/9), Andrea Klikovac (6/6), Itana Grbić (6/16), Đurđina Jauković (6/28), Jelena Despotović (6/7), Matea Pletikosić (6/1), Ema Ramusović (6/8), Tatjana Brnović (6/25), Nikolina Vukčević (6/1)                                                                                       |
| 7    | Ungarn      | 6      | 164  | Blanka Bíró (eingesetzt in 6 Spielen / 0 Tore geworfen), Kinga Janurik (3/0) – am 30. Juli ersetzt durch Melinda Szikora (3/0), Viktória Lukács (6/19), Nikoletta Kiss (5/0), Katrin Klujber (6/23), Zsuzsanna Tomori (6/14), Anikó Kovacsics (1/0), Zita Szucsánszki (3/3) – am 30. Juli ersetzt durch Fanny Helembai (3/1), Petra Vámos (6/26), Réka Bordás (6/7), Anett Kisfaludy (6/7), Noémi Háfra (6/16), Szandra Szöllősi-Zácsik (6/23), Gréta Márton (6/12), Nadine Schatzl (6/13) |
| 8    | Südkorea    | 6      | 177  | Ju Hui (eingesetzt in 6 Spielen / 1 Tor geworfen), Jeong Jin-hui (6/0), Shim Hae-in (6/14), Kim Jin-i (6/9), Lee Mi-kyung (6/32), Kang Kyung-min (6/16), Ryu Eun-hee (6/31), Jeong Yu-ra (6/26), Choi Su-min (6/15), Jo Ha-rang (6/13), Kim Yun-ji (3/1), Jung Ji-in (3/2), Kang Eun-hye (6/12), Won Seon-pil (6/0), Gim Bo-eun (6/5) |
| 9    | Spanien     | 5      | 135  | Silvia Navarro (eingesetzt in 5 Spielen / 0 Tore geworfen), Mercedes Castellanos (5/0), Alicia Fernández Fraga (5/5), Nerea Pena (5/22), Almudena Rodríguez (5/15), Mireya González (4/4), Paula Arcos (3/3), Alexandrina Cabral Barbosa (5/10), Lara González Ortega (5/13), Marta López (5/18), Carmen Martín (5/20), Jennifer Gutiérrez Bermejo (3/6), Soledad López (5/7), Elisabet Cesáreo (5/7), Ainhoa Hernández (5/5)                                                              |
| 10   | Angola      | 5      | 130  | Teresa Almeida (eingesetzt in 5 Spielen / 0 Tore geworfen), Helena Sousa (5/1), Albertina Kassoma (5/24), Liliana Venâncio (5/8), Helena Paulo (5/8), Isabel Guialo (5/30), Marília Quizelete (5/6), Juliana Machado (5/7), Natália Fonseca (5/7), Natália Bernardo (5/16), Wuta Dombaxi (5/9), Azenaide Carlos (5/4), Stélvia Pascoal (5/1), Magda Cazanga (5/9) |
| 11   | Brasilien   | 5      | 133  | Adriana Cardoso de Castro (eingesetzt in 5 Spielen / 11 Tore geworfen), Alexandra do Nascimento (5/26), Ana Paula Rodrigues Belo (5/15), Bárbara Arenhart (5/1), Bruna de Paula (5/25), Dayane Rocha (2/0), Eduarda Amorim (5/11), Gabriela Bitolo (3/0), Giulia Guarieiro (5/1), Larissa Araújo (5/12), Lívia Martins Horácio Ventura (5/2), Patrícia Matieli (5/7), Renata Arruda (5/1), Samara Vieira (5/13), Tamires Morena Lima de Arujo (5/8)                                        |
| 12   | Japan       | 5      | 124  | Kaho Sunami (eingesetzt in 2 Spielen / 2 Tore geworfen) – am 30. Juli ersetzt durch Mana Horikawa (2/6), Yui Sunami (5/6), Sayo Shiota (5/0), Minami Itano (5/0), Yuki Tanabe (4/8), Ayaka Ikehara (5/13), Nozomi Hara (5/17), Mana Ōyama (4/9), Haruno Sasaki (5/9), Shiori Nagata (5/0), Sakura Kametani (5/1), Maharu Kondo (5/14), Shio Fujii (5/22), Mayuko Ishitate (5/8), Aya Yokoshima (3/9)                                                                                       |

### Beste Torschützinnen
| Rang | Spielerin         | Tore (davon 7 m) | Effizienz | Spiele |
| ---- | ----------------- | ---------------- | --------- | ------ |
| 1    | Nora Mørk         | 52 (25)          | 72 %      | 8      |
| 2    | Jovanka Radičević | 46 (21)          | 81 %      | 6      |
| 3    | Anna Wjachirewa   | 43 (0)           | 61 %      | 8      |
| 4    | Jamina Roberts    | 39 (0)           | 66 %      | 8      |
| 5    | Jekaterina Iljina | 35 (28)          | 71 %      | 8      |
| 6    | Pauletta Foppa    | 34 (0)           | 81 %      | 8      |
| 6    | Carin Strömberg   | 34 (0)           | 55 %      | 8      |
| 8    | Kari Brattset     | 33 (0)           | 77 %      | 8      |
| 8    | Darja Dmitrijewa  | 33 (0)           | 60 %      | 8      |
| 8    | Grâce Zaadi       | 33 (13)          | 59 %      | 8      |

### Beste Torhüterinnen
| Rang | Spielerin               | gehalten (Torwürfe) | Effizienz | Spiele |
| ---- | ----------------------- | ------------------- | --------- | ------ |
| 01   | Katrine Lunde Haraldsen | 45 (119)            | 38 %      | 8      |
| 02   | Minami Itano            | 18 (49)             | 37 %      | 5      |
| 03   | Silje Solberg           | 62 (173)            | 36 %      | 8      |
| 04   | Sakura Kametani         | 56 (166)            | 34 %      | 5      |
| 05   | Cléopâtre Darleux       | 43 (131)            | 33 %      | 8      |
| 05   | Silvia Navarro          | 44 (135)            | 33 %      | 5      |
| 05   | Jessica Ryde            | 39 (119)            | 33 %      | 8      |
| 08   | Amandine Leynaud        | 50 (165)            | 30 %      | 8      |
| 09   | Anna Sedoikina          | 50 (174)            | 29 %      | 8      |
| 10   | Blanka Bíró             | 50 (177)            | 28 %      | 6      |

### Allstar-Team
| Position                     | Spielerin               | Land       |
| ---------------------------- | ----------------------- | ---------- |
| Tor:                         | Katrine Lunde Haraldsen | Norwegen   |
| Linksaußen:                  | Polina Kusnezowa        | ROC        |
| Rückraum links:              | Jamina Roberts          | Schweden   |
| Rückraum Mitte:              | Grâce Zaadi             | Frankreich |
| Rückraum rechts:             | Anna Wjachirewa         | ROC        |
| Rechtsaußen:                 | Laura Flippes           | Frankreich |
| Kreis:                       | Pauletta Foppa          | Frankreich |
| MVP (Wertvollste Spielerin): | Anna Wjachirewa         | ROC        |